# Чешкови-Петкови
Чешкови-Петкови е български род и фамилия, която е живяла в края на XIX в. и първата половина на XX век в село Калъчлии, днес квартал „Генерал Николаево“ на град Раковски, Пловдивско. Измежду членовете на фамилията са просветни дейци, учители и адвокати.
В първите години след Освобождението училищните настоятели в училище „Филип Станиславов“ в село Калъчлии са основно от фамилията Чешкови-Петкови.
През 1908 г. в селото е основано читалище и едни от основателите, а след това и членове на читалищния съвет са сестрите Марияна и Мария Чешкови Петкови. Поради липса на сграда читалището първо се помещавало в къщата на Никола Чешков Петков.
Още през 1893 г. в село Калъчлии се заражда идеята да се открие прогимназия. Идеята се реализира чак на 1 октомври 1920 г. В списъка на първи инициатори на тази инициатива са имената на Чешко Николов Петков и Никола Чешков Петков.

## Представители
- Никола Чешков Петков, кмет на село Калъчлии от 1885 до 1886 и от 1897 до 1899 г. след това е избиран за окръжен съветник.[4]

- Венко Чешков Петков, кмет на село Калъчлии от 1914 до  1917 г.

- Стефан Чешков Петков, адвокат, депутат от Либерална партия (радослависти) в Седемнадесетото обикновено народно събрание с пет годишен мандат от 20 март 1914 (стар стил) до 15 април 1919 (нов стил). Един от най-влиятелните хора през 20-те години на XX век в района на Калъчлии. Личното му познанство с Андрей Ляпчев, спомага последният да полага грижи за селото.[5]

- Мариана Чешкова Петкова, учителка, родена на 10 февруари 1880 г., завършва Пловдивската девическа гимназия. По-късно успешно полага държавни изпити за учителска правоспособност и това я прави първата дипломирана учителка от Калъчлии. Учителства от 1906 г. до пенсионирането си през 1934 г. Като общественик е инициатор за откриването на безплатна трапезария за бедни ученици през 1934 г.[1]

- Иван Чешков Петков, учител.[1]

- д-р Чешко (Ченко) Венков Петков, доктор по право, дипломирал се в  Католическия университет в град Лориан, Франция на 9 юли 1929 г.[6][7]